# همه چیز دروغ است
همه چیز دروغ است (اسپانیایی: Todo es mentira‎) فیلمی در ژانر کمدی رمانتیک به کارگردانی آلوارو فرناندس آرمرو است که در سال ۱۹۹۳ منتشر شد. در سال ۱۹۹۴، این فیلم در بخش رسمی جشنواره بین‌المللی فیلم سن سباستین به نمایش درآمد.

## بازیگران
- پنه‌لوپه کروز
- جوردی مویا
- فرناندو کلومو
- مونیکا لوپس
- آریانا خیل
- خوزه لوئیس خیل
- آمپارو وایه
- سانتیاگو سگورا
- گوستاوو سالمرون